# Erromyzon
Genre
Erromyzon est un genre de poissons d'eau douce téléostéens de la famille des Gastromyzontidae (ordre des Cypriniformes). Ces espèces sont originaires d'Asie.

## Liste des espèces
Selon World Register of Marine Species (11 août 2023) :
- Erromyzon compactus Kottelat, 2004
- Erromyzon damingshanensis Xiu & Yang, 2017
- Erromyzon kalotaenia Yang, Kottelat, Yang & Chen, 2012
- Erromyzon sinensis (Chen, 1980) - espèce type
- Erromyzon yangi Neely, Conway & Mayden, 2007

## Systématique
Le nom valide complet (avec auteur) de ce taxon est Erromyzon Kottelat, 2004,.

## Étymologie
Le nom générique, Erromyzon, du latin error, « course à l'aventure » (=se tromper, faire une erreur) et myzon, derniers caractères du genre Protomyzon, fait référence au classement initial erroné de l'espèce type, Erromyzon sinensis, dans le genre Protomyzon.

## Publication originale
- Maurice Kottelat, « On the Bornean and Chinese Protomyzon (Teleostei: Balitoridae), with descriptions of two new genera and two new species from Borneo, Vietnam and China », Ichthyological Exploration of Freshwaters, Verlag Dr. Friedrich Pfeil (d), vol. 15, no 4,‎ 1er décembre 2004, p. 301-310 (ISSN 0936-9902).